# Pedro Ortiz Cabanillas
Pedro Ortiz Cabanillas (Celendín, 31 de julio de 1933 – Lima, 21 de marzo de 2011). Médico neurólogo, neurocientífico social y psicólogo peruano. Desarrolló la Teoría Informacional de la Personalidad, en la que reformula varios conceptos de las teorías psicológicas: La conciencia, la personalidad, el lenguaje y el habla personal. Su trabajo redefine, basado en el materialismo dialéctico, la teoría de la información y la teoría de sistemas, sobre la base de la cual formula su teoría de la personalidad.

## Vida

### Primeros años
Su padre, docente de profesión y director de un colegio cajamarquino, falleció cuando Pedro tenía 4 años. Prácticamente no lo conoció. Poco después, su madre, por razones económicas obvias derivadas de su viudez, hubo de viajar a Lima para regentar un colegio y así aliviar la presión del presupuesto familiar. El único hermano de Pedro, aún muy pequeño, fue el obligado compañero de viaje de la madre. En consecuencia, Pedro debió permanecer en Celendín.
La figura materna fue reemplazada por su tía paterna soltera, Sebastiana, y la paterna por varias imágenes positivas, entre ellas, por su abuelo paterno, don Pedro Ortiz Montoya, quien había fundado la primera escuela de provincia (aún antes que lo hiciera el Estado), a la cual denominó "El Liceo del Progreso". Actualmente, en homenaje a su destacada trayectoria en la educación regional, el instituto superior tecnológico público de Celendín lleva su nombre. El abuelo al fallecer, dejó en casa una herencia intelectual que mantenía vigente su presencia: una pequeña biblioteca en la cual destacaban libros de Física, Química, Matemáticas, los primeros amigos de Pedro. Esto lo identificaría mucho con su abuelo en quien vería un orientador, protector y silencioso.
Más adelante, su tío Francisco, alumno del abuelo, se convirtió en figura real de protección y en verdadero mecenas. No solo le enviaba libros actualizados desde lima sino que, con las mejores intenciones, le ofreció pagarle los estudios universitarios cuando llegara el momento. Tal circunstancia nunca cristalizó pues el generoso tío falleció. Mientras tanto los libros bien utilizados como armamento pesado, servían para que Pedro derrotara a sus ocasionales competidores por el primer puesto escolar aparte de proporcionarle uno de sus placeres favoritos de adolescente: "plantear preguntas difíciles a los profesores para ponerlos en apuros".
En el curso de esos años infantiles, el colegio constituyó para Pedro, el espacio por antonomasia de la amistad y el compañerismo. Allí encontró otra figura orientadora, al profesor Don Eusebio Horna Torres, quién, aparte de enseñar matemáticas con didáctica de excelencia, constituía paradigma viviente de cómo ayudarse a sí mismo para triunfar. De extracción humilde, se había ganado la vida como policía. Con esfuerzo y gran perseverancia, logró ingresar a la Universidad Católica, para, después, fiel a su terruño, volver a Cajamarca a enseñar a los chicos de su región. Tal profesor, no solo despertó el cariño y respeto de Pedro, sino que le enseñó, lo que podría considerarse como un modelo educativo integral para ciertas regiones del país. Educar más allá de los linderos del colegio y conectar al estudiante, desde temprano, con su propia realidad socioeconómica, cultural y ecológica. El Profesor Horna aplicaba técnicas innovadoras. Los alumnos, guiados por él, cultivaban, en un terreno aledaño, diversos vegetales que luego vendían en un mercado local. Organizó, además, una tienda escolar, cuyas ganancias contribuían al desarrollo del Colegio y de otras obras de bien social. Publicaban un periódico que hacían circular por el pueblo incentivando a la población a tomar conciencia de los problemas comunitarios. Y, finalmente, demostraban su compromiso comunal dando conferencias de divulgación en diferentes distritos, en una suerte de campaña educativa rural.
Terminada su secundaria, Pedro decidió ingresar a la universidad de Trujillo. Seguiría Ciencias. Había elegido Física como su futura carrera. Creyó él que su destino estaba ya trazado; sin embargo, no fue así. El mismo día en que debía matricularse, esperando en la fila de alumnos su turno para hacerlo, se encontró circunstancialmente con un tío al que hacía un buen tiempo no veía. En un breve diálogo, Pedro le explicó su elección. El tío le preguntó con ingenua sencillez ¿Y de qué viven los físicos en el Perú?……… Pedro se matriculó en Medicina. 
Ya en Lima, en la Facultad de San Fernando, Pedro se entusiasmó prontamente con una especialidad a la cual dedicaba, en su escaso tiempo libre, todas las lecturas que podía. Justo cuando pensó estar decidido a seguirla, el destino volvió a darle otro empujoncito desviándolo de su propósito original: un profesor amigo le comentó que estaban buscando un Jefe de Prácticas para el curso de Neuroanatomía, puerta de ingreso ineludible para la especialidad de Neurología.
Pedro se hizo neurólogo. Es decir, llegó así a la carrera que mejor sustento científico ofrece a su actual trabajo intelectual y que le ha permitido, llegando a las Neurociencias, elaborar una teoría sociobiológica del hombre, que de otra manera, quizá no le hubiera sido posible.

## Actividad Académica
Hizo sus estudios en la Universidad Nacional de Trujillo (1953), en la Universidad Mayor de San Marcos (1960), y en la Universidad de Newcastle upon Tyne, Inglaterra (1970). Sus títulos: Bachiller en Medicina UNMSM (1959), médico Cirujano UNMSM (1960), especialista en Neurología, UNMSM (1975). 
Miembro de la Sociedad Peruana de Neurología, antigua Sociedad Peruana de Psiquiatría, Neurología y Neurocirugía; Sociedad Peruana de EEG y Neurocirugía Clínica; Sociedad de Neurocirugía de Cuba.
Fue profesor principal de la Facultad de Medicina de la Universidad Nacional Mayor de San Marcos; Profesor Principal de Medicina Interna en la Facultad de Medicina - UNMSM; Profesor Principal de Neuropsicología UNMSM; Presidente del Comité de Especialización en Neurología, Unidad de Post Grado, Facultad de Medicina -UNMSM; Decano del Colegio Médico del Perú (1990 – 1992). Participó en numerosos Congresos Médicos de su especialidad en el país y el extranjero.

## El Instituto de Ética en Salud y el Acta de Compromiso Moral
El 12 de noviembre de 2002, con Pedro y otros profesores sanmarquinos (*) fundamos el Instituto de Ética en Salud de la Facultad de Medicina de la UNMSM.
El objetivo principal era investigar los problemas éticos, tarea compleja, que enfrentaba el reto de convertir el problema metafísico en problema científico. Kerlinger considera tal pretensión como imposible, por la imposibilidad de objetivar y, aún menos, mensurar las variables del fenómeno ético (1). Creativamente, el Instituto postuló que los problemas morales no surgen en abstracto sino que se expresan en conductas humanas. La conducta humana, como tal, sí es pasible de ser estudiada como problema científico. Sobre este planteamiento básico, los miembros del instituto han realizado investigaciones y vienen investigando en el campo de la ética social, institucional e individual.
Para Pedro, su primer presidente, el Instituto fue arena de actividad académica y de polémicas éticas, filosóficas y metodológicas, así como simiente de amistad y compañerismo laboral.
Uno de sus aportes fue generar el Acta de Compromiso Moral para los docentes, discentes y administrativos de la Facultad de Medicina que, a diferencia de otros códigos deontológicos en que el compromiso del firmante es con instituciones, autoridades o deidades, en este, el compromiso es consigo mismo.

## Su enfermedad y muerte
En marzo de 2010, Pedro acompañó a su señora, Luisa, a su consulta especializada. La médica -amiga y discípula- ordenó una batería de análisis sanguíneos, entre ellos, la determinación de marcadores biológicos oncológicos. Medio en broma, medio en serio, solicitó si también pudieran hacérselos a él, como seguimiento a una prostatectomía ya ejecutada. Así lo hicieron. Los análisis de su señora salieron normales mientras que los de Pedro fueron altamente positivos. No creyendo en los resultados, los confirmó en un laboratorio particular. Los títulos resultaron aún más elevados. La enfermedad lo golpeó justo en el momento en que su teoría salía del ámbito nacional. Había sido invitado a Paraguay para exponerla y hubo de cancelar su viaje. Comienza, entonces, la peregrinación por diversos consultorios y especialistas y es sujeto de exámenes cada vez más sofisticados. Una tomografía computarizada helicoidal, una biopsia y una gammagrafía ósea confirman el temido diagnóstico a nivel pulmonar, en Grado IV, con expansión metastásica. Repetidos ingresos al hospital Rebagliati no pueden vencer la enfermedad. 
Es justo destacar aquí, la excelente atención que Pedro recibiera de todo el personal hospitalario: autoridades, médicos, enfermeras, auxiliares y otros profesionales de la salud. Y más justo aún, relevar la altísima calidad científica y humana de sus dos médicos de cabecera, los Drs. Nahun Tamayo, internista, y Gabriela Ferrel, oncóloga. 
A pesar de la gravedad de la situación, Pedro no pierde su buen humor y atiende con cordial trato a los innumerables amigos y discípulos que continuamente lo visitan. Soporta los efectos de la quimio y radioterapia, y el dolor físico del proceso, con valentía y ejemplar estoicismo. Hasta los últimos momentos en que su lúcida mente lo acompañara, su obsesión es escribir, plasmar sus conocimientos y las verdades que había descubierto en enseñanza permanente, su sublime obsesión por dar. 
Los últimos meses, y particularmente días, su mayor sufrimiento no es somático sino espiritual, no poder terminar su obra y los libros que tenía en mente.
Penosamente, una complicación neurológica termina por incapacitarlo, pero aun así persiste en el intento con ayuda de un Residente; pero, la enfermedad ya no se lo permite. Metástasis cerebrales causan síntomas neurológicos, aunque sin comprometer el sensorio ni las altas funciones intelectuales; el dolor se va pronunciando. Finalmente, es inevitable sedarlo a nivel de inconsciencia, para evitarle mayor sufrimiento. Pedro fallece el 21 de marzo de 2011, en el hospital Edgardo Rebagliati, rodeado del cariño de su esposa Luisa, tres hijos, Rosa, Pepe y Cecilia, su hermano Lolo y sus 5 nietos.
En sus exequias le tributan diferentes homenajes, entre ellos, uno organizado por el Colegio Médico. En este, el actual Director del Instituto de Ética en Salud, Dr. Salomón Zavala Sarrio, compendia su discurso: “Ha muerto un HOMBRE………en esencia, un hombre BUENO……”. Innumerables instituciones, alumnos, colegas, amigos y familiares le rinden sentido homenaje.

## Obra
Libros
- El Sistema de la Personalidad, Orión 1994
- La Formación de la Personalidad. Dimaso Editores, Lima, 1997.
- El nivel consciente de la memoria: Una hipótesis de trabajo, 1998 Fondo de desarrollo editorial de la Universidad de lima
- Lenguaje Y Habla Personal Fondo editorial, UNMSM, Lima, 2002.
- Introducción A La Medicina Clínica I: Examen Clínico Esencial Fondo Editorial de la UNMSM, 1996
- Introducción a la Medicina Clínica III: El Examen Neurológico Integral, Fondo Editorial de la UNMSM, 1999
- Cuadernos de Psicobiología Social 6. El Nivel Consciente de la Actividad Personal. Fondo Editorial, UNMSM, Lima, 2004.
- Introducción a la Medicina Clínica II: El Examen Psicológico Integral Fondo Editorial de la UNMSM, Lima, 2006
- Ética Social Centro de Producción Editorial, UNMSM, Lima. 2007
- Educación y formación de la personalidad Fondo Editorial UCH. Lima, 2008.
- Cuadernos de Psicobiología Social 1. Introducción a una Psicobiología del Hombre Segunda Edición. Fondo Editorial, UNMSM, Lima, 2009.

Artículos
La explicación de la Información
- El Rol de las Neurociencias en la Explicación de la Actividad Psíquica. Publicado en: Anales del VIII Congreso Nacional de Psiquiatría. 1984
- ¿Tiene Nuestro Cerebro zonas sin funcionar? Publicado en: SABER. 1989
- La Afectividad Humana Publicado en: Revista de Psiquiátrica Peruana. 1995
- Desórdenes de la Personalidad en las Lesiones Cerebrales. Una Reinterpretación Publicado en: Anales del XII Congreso Nacional de Psiquiatría. 1992

Información Social
- El Punto de Vista Social de la Neurociencia
- Personalidad, Cerebro y Sociedad  Publicado en: Frisancho D, Fairlie A. & Montgomery W. (Eds.) Investigación en Psicología: Retos para el Futuro, Resúmenes del Simposio del XX Aniversario del Instituto de Investigaciones Psicológicas, UNMSM. Lima, 1997.
- Un Concepto de Psiquismo Revista de Epistemología, 1: 27-44. Año 1 N° 1 de julio de 1997 Optimice, EDITORES
- Concepciones de Inteligencia  Revista de Educación Superior, Facultad de Educación, UNMSM., 1999

Ética
- Necesidad de un enfoque ético de la educación en Medicina, anales de medicina, 2001
- El Valor Moral del Tiempo, Anales de la Facultad de Medicina, año/vol. 65, pp. 260-266,  2004
- El Lugar De La Bioética En La Atención De Salud  SITUA, Revista de la Facultad de Medicina Humana. Universidad Nacional de San Antonio Abad del Cusco. 2001; 10(19):6-12.
- Bases Éticas De La Formación Profesional En Medicina Rev Peru Med Exp Salud Pública. 2008; 25(3):267-68.
- Moralidad social y capacidades morales: Un homenaje a Daniel Alcides Carrión Acta Médica Peruana Vol.  XX Nº 3

Neurociencias
- La Afectividad Humana” Revista Psiquiátrica Peruana. Lima 1995; 2(3):145-162.
- El Componente Moral de la Personalidad Publicado en: Reflexión y Crítica, Revista de Filosofía (UNMSM). Lima 1997; 1(1):239-251.
- Hacia Una Psicofisiología De La Afectividad Humana Y La Motivación Revista de Psicología, Lima, 1997; 1(1):45-56.
- Naturaleza De La Cognición Humana Rev Per Neurol 2000; 6:50-61
- La Neuropsicología De Alexander Luria SITUA 19 septiembre - diciembre de 2001
- Aspectos neurológicos de la motivación y la voluntad Rev Per Neurol Lima 2002; 8: 21-37.
- Desarrollo formativo de la actividad psíquica personal Paediatrica 2004;6(1):29-41
- Cerebro Y Moral, Anales del XVIII Congreso Peruano de Psiquiatría y III Reunión Regional Bolivariana de la APAL, 2004 (Págs. 37-43).
- Maduración cerebral y formación de la conciencia

Educación
- El Problema Del Sujeto De La Educación Educación, Año I N.º 1, mayo de 2004; pp. 31 – 41
- Los Problemas De Aprendizaje Y La Formación De La Personalidad Archivos Peruanos de Psiquiatría y Salud Mental (1998) - Vol. 2 - N° 1 Pág. 59-80.

Problemas clínicos en neurología
- Atención al paciente con dolor de cabeza Revista Peruana de Neurología 1:23-38, 1995
- Atención al paciente con mareos  Rev. Per. Neurol. 1995; 1(2):87-95
- Atención al paciente confuso  Revista Peruana de Neurología 2:28-46, 1996
- Atención al paciente con crisis de apilepsia Revista Peruana de Neurología. Parte I: 4:22-28, 1998. Parte II: 5:22-35, 1998
- Estrés y Sufrimiento Revista de Investigación en Psicología. Vol. 2, Nº 1. pp. 11 – 30, 1999
- Atención al paciente con demencia,  Rev Per Neurol 7:16-29, 2001
- Atención al paciente con desórdenes de sueño
- Variedades Etiológicas De La Mielitis Neuróptica
- Hipoglicemia severa por antidiabéticos orales
- Polineuritis aguda por hipersensibilidad
- Cisticercosis Intramedular
- Enfermedades Cerebrovasculares
- La Enseñanza de la Neurología en Pre y Post Grado
- El rol de los sistemas frontales en el procesamiento de la información en el hombre

## Distinciones
El Doctor Pedro Ortiz ha recibido múltiples distinciones por su labor profesional, humanística y científica: 
- Palmas Magisteriales, en el grado de Amauta, por el Ministerio de Educación;
- Medalla y Diploma de Honor al Mérito Extraordinario por la UNMSM;
- Profesor Honorario de la Universidad de Ciencias y Humanidades;
- Doctor Honoris Causa por la Universidad Hermilio Valdizán de Huánuco
- Doctor Honoris Causa por la Universidad Nacional de Educación “Enrique Guzmán y Valle”, La Cantuta
- Miembro Honorario de la Asociación de Egresados de la Academia de Altos Estudios Militares;
- Diploma al Mérito Profesional, Cuerpo Médico del Hospital Nacional Edgardo Rebagliati;
- Medalla y Diploma al Mérito Extraordinario, Colegio Médico del Perú